# Uroderma
Uroderma é um gênero de morcegos frugívoros da família Phyllostomidae, subfamília Stenodermatinae. São caracterizados por possuírem quatro listras faciais, geralmente conspícuas, e uma listra dorsal. Abrigam-se exclusivamente em folhagens e podem utilizar tendas.

## Taxonomia e Evolução
Os morcegos do gênero Uroderma fazem parte da subtribo Vampyressina, tribo Stenodermatini, subfamília Stenodermatinae. Na mesma subtribo são classificados os gêneros Chiroderma, Platyrrhinus, Mesophylla, Vampyressa, Vampyriscus e Vampyrodes. Os morcegos Vampyressina são caracterizados por possuírem quatro listras claras na face e todos os gêneros, exceto Mesophylla e Vampyressa, possuem uma listra clara dorsal.
O gênero Uroderma é grupo-irmão do clado que contém os outros seis gêneros de Vampyressina. Em relação aos outros gêneros da subtribo, Uroderma apresenta algumas características consideradas primitivas na subtribo, como os incisivos superiores bilobados e presença dos terceiros molares superior e inferior.
Atualmente são reconhecidas cinco espécies em Uroderma.

## Espécies
- Uroderma bakeri Mantilla-Meluk, 2014
- Uroderma davisi Baker & McDaniel, 1972
- Uroderma bilobatum Peters, 1866
- Uroderma convexum Lyon, 1902
- Uroderma magnirostrum Davis, 1968
- Referências

1. ↑  Baker, Robert J.; Solari, Sergio; Cirranello, Andrea; Simmons, Nancy B. (junho de 2016). «Higher Level Classification of Phyllostomid Bats with a Summary of DNA Synapomorphies». Acta Chiropterologica (em inglês). 18 (1): 1–38. ISSN 1508-1109. doi:10.3161/15081109ACC2016.18.1.001